# Casa Mayor Guerra
La casa del mayor Guerra o El Castillo es una casona señorial del siglo XVIII ubicada en San Bartolomé, Lanzarote. Fue construida en 1764 por Francisco Tomás Guerra Clavijo, el mayor Guerra, quien sería gobernador militar de Lanzarote entre 1793 y 1808.

## Localización
El mayor Guerra construyó esta vistosa casa en la ladera sur de la Montaña de La Cruz justo en la salida del pueblo de San Bartolomé hacia Montaña Blanca y Tías. 

## Personaje
Francisco Tomás Guerra Clavijo y Perdomo, "Mayor Guerra", nació en San Bartolomé el 3 de febrero de 1733, era hijo del militar grancanario Cayetano Lorenzo Guerra Duarte, nacido en Guía y afincado en San Bartolomé, y de la lanzaroteña María de los Reyes Clavijo y Figueroa.
El mayor Guerra se casó en 1757 con María Andrea Perdomo Gutiérrez e inicialmente vivieron en una modesta casa en el barrio de El Cascajo, en San Bartolomé, herencia de María Andrea. En 1765 construyen la imponente casa en la ladera sureste de la Montaña de La Cruz. De este matrimonio nacen trece hijos, de los que cinco fallecen en edades tempranas.
Francisco Tomás sigue los pasos de su padre y se convierte en militar, ascendiendo en 1790 a teniente coronel jefe del Regimiento Provincial de Lanzarote. Y en 1793 es ya el jefe militar de la isla con el título de gobernador militar de Armas de Lanzarote, ejerciendo este cargo hasta su fallecimiento en 1808.
Aunque también ejerció otros cargos institucionales como el de alguacil mayor, regidor y decano del Ayuntamiento de San Bartolomé.
Luchó por la emancipación parroquial de San Bartolomé frente a Teguise en un momento de la historia donde Teguise perdía poder económico frente a Arrecife. El mayor Guerra costea parte de la nueva iglesia de San Bartolomé, consiguiendo que su hijo Cayetano Guerra Perdomo sea el primer sacerdote de la estrenada parroquia. Otro de sus hijos, Lorenzo Bartolomé Guerra Perdomo, heredó el cargo de gobernador militar al fallecer su padre, pero las disputas frente a Teguise le hicieron perder el cargo y marcharse de la isla tras la llamada "Guerra Chica". El 3 de febrero de 1808 fallece el gobernador militar Francisco Guerra Clavijo y Perdomo, el mayor Guerra.

## Arquitectura
Edificación de gran tamaño de planta cuadrangular con un patio central sin techo y al sur un gran ventanal de piedra vista en forma de arco. Originalmente, tenía una celosía que tapaba el ventanal con la finalidad de "ver sin ser visto". La entrada de la casa es una puerta de dos hojas de madera situada al naciente del edificio que tiene sobre la puerta un escudo tallado en mármol. Este escudo corresponde a la heráldica de los Perdomo, el apellido de la mujer del mayor Guerra, pero que este tomó como de representación familiar y en la actualidad es el oficial del Ayuntamiento de San Bartolomé. Tres dormitorios, comedor, cocina con campana y chimenea de piedra. Espulgadero y despacho.
Salón principal con trampilla de madera de acceso a la planta inferior donde estaban las caballerizas.
La madera original de la vivienda era de tea (corazón de pino canario) y los muebles originales de diverso origen, pero que en su mayoría fueron expoliados durante la fase de abandono.
Tiene un aljibe central bajo el patio descubierto de la vivienda y otro delante de la fachada. Se recogía el agua tras las lluvias de los techos de la vivienda y de la escorrentía de la Montaña de la Cruz

## Abandono
El último morador de la vivienda fue el tío Sebastián, un descendiente del mayor Guerra apellidado Martín Guerra. Fue un personaje que vivió en condiciones precarias, lejos de la posición señorial de sus antepasados y ofreciendo siempre una buena voluntad de colaboración y ayuda a otras personas necesitadas. Fallece en 1938 y la casa entra en un declive que la lleva a un estado ruinoso. En 1986 los propietarios de la casa deciden donarla al Ayuntamiento de San Bartolomé con la contrapartida de que se restaure y se abra un museo de historia local del pueblo y del mayor Guerra. 

## Protección
Es Bien de Interés Cultural desde 1 de julio de 1997 publicado en el decreto 50/1986, de 14 de marzo de 1986.
Es también Monumento Histórico Artístico desde el 22 de abril de 1986.

## Restauración
En la década de los años noventa del siglo XX se restaura la casa y se abre en 1999 como "Casa-Museo de historia local Mayor Guerra". Está algunos años abierta al público, pero termina cerrando y en la actualidad continúa cerrada a la visita pública.